# Боразилано-Канова (Модена)
Боразилано-Канова је насеље у Италији у округу Модена, региону Емилија-Ромања.
Према процени из 2011. у насељу је живело 27 становника. Насеље се налази на надморској висини од 982 м.